# Манорина акацієва
Манорина акацієва (Manorina flavigula) — вид горобцеподібних птахів родини медолюбових (Meliphagidae). Ендемік Австралії.

## Поширення
Вид зустрічається на більшій частині території Австралії, за винятком східної частини Великого Вододільного хребта, на півострові Кейп-Йорк, на самому північному сході Північної території та невеликих ділянках найсухіших земель в центральній частині Австралії. Мешкає в посушливих і напівпосушливих регіонах, але поширюється і на помірні, субтропічні та тропічні зони. Трапляється в лісах і чагарниках з акації, евкаліпта, маллі та казуарини.

## Опис
Птах завдовжки до 28 сантиметрів. Має сіро-коричневу верхню поверхню, міцні сірі крила з жовтуватими частинами, чорні облямівки очей, нижню частину кремового кольору, а також жовту пляму на оці, пляму на горлі, жовті дзьоб і ноги.

## Спосіб життя
Живе кочовими зграями від 12 до 50 тварин, які діляться на менші групи для пошуку їжі. Крім нектару, плодів і насіння, птах харчується мурахами, жуками, осами і гусеницями. Манорини агресивні по відношенню до інших видів птахів, які надто близько підходять до місць їх годування, відпочинку або гніздування.
Гніздиться колоніями. У період розмноження з липня по грудень на розвилці гілки висотою до шести метрів будують пухке гніздо з трави і гілок, підбитих вовною і пір'ям. Кладка складається з двох-трьох яєць. Дорослі птахи в племінній колонії працюють разом, щоб годувати та захищати пташенят.